# Championnat du Lesotho de football 2011-2012
Navigation
Édition précédente Édition suivante
La saison 2011-2012 du Championnat du Lesotho de football est la quarante-troisième édition du championnat de première division au Lesotho. Les douze équipes engagées sont regroupées au sein d'une poule unique où elles affrontent deux fois leurs adversaires, à domicile et à l'extérieur. En fin de saison, les deux derniers du classement sont relégués et remplacés par les deux meilleurs clubs de deuxième division.
C'est le Lesotho Correctional Services, tenant du titre, qui remporte à nouveau la compétition cette saison après avoir terminé en tête du classement, avec six points d'avance sur le Lesotho Defence Force FC et neuf sur Bantu FC. C'est le sixième titre de champion du Lesotho de l'histoire du club.

## Participants
- Lesotho Defence Force FC
- Likhopo FC
- Joy FC
- Lesotho Correctional Services
- Matlama FC
- Linare FC
- LMPS FC
- Lioli FC
- Bantu FC
- Maduma FC
- Mpharane Celtics FC - Promu de D2
- Majantja FC - Promu de D2

## Compétition

### Classement
Le classement est établi sur le barème de points classique : victoire à 3 points, match nul à 1, défaite à 0.
| Rang | Équipe                         | Pts | J  | G  | N  | P  | Bp | Bc | Diff |
| ---- | ------------------------------ | --- | -- | -- | -- | -- | -- | -- | ---- |
| 1    | Lesotho Correctional ServicesT | 44  | 22 | 13 | 5  | 4  | 39 | 18 | +21  |
| 2    | Lesotho Defence Force FC       | 38  | 22 | 10 | 8  | 4  | 26 | 17 | +9   |
| 3    | Bantu FCC                      | 35  | 22 | 8  | 11 | 3  | 25 | 16 | +9   |
| 4    | Matlama FC                     | 34  | 22 | 10 | 4  | 8  | 27 | 27 | 0    |
| 5    | Lioli FC                       | 30  | 22 | 7  | 9  | 6  | 18 | 15 | +3   |
| 6    | LMPS FC                        | 30  | 22 | 7  | 9  | 6  | 21 | 25 | -4   |
| 7    | Mpharane Celtics FCP           | 27  | 22 | 6  | 9  | 7  | 26 | 30 | -4   |
| 8    | Linare FC                      | 26  | 22 | 7  | 5  | 10 | 22 | 30 | -8   |
| 9    | Joy FC                         | 24  | 22 | 5  | 9  | 8  | 20 | 23 | -3   |
| 10   | Likhopo FC                     | 24  | 22 | 5  | 9  | 8  | 14 | 17 | -3   |
| 11   | Maduma FC                      | 20  | 22 | 4  | 8  | 10 | 27 | 35 | -8   |
| 12   | Majantja FCP                   | 16  | 22 | 2  | 10 | 10 | 11 | 23 | -12  |

|  | Qualification pour la Ligue des champions de la CAF 2013                                |
|  | Relégation en deuxième division                                                         |
|  | T : Tenant du titre C : Vainqueur de la Coupe du Lesotho P : Promu de deuxième division |

## Bilan de la saison
| Championnat du Lesotho de football 2011-2012                        |                                          |
| Champion                                                            | Lesotho Correctional Services (6e titre) |
| Coupes et trophées                                                  |                                          |
| Vainqueur de la Coupe du Lesotho 2011-2012                          | Bantu FC                                 |
| Qualifications continentales                                        |                                          |
| Ligue des champions de la CAF 2013                                  | Lesotho Correctional Services            |
| Coupe de la confédération 2013                                      | Aucun                                    |
| Promotions et relégations                                           |                                          |
| Promus en Championnat du Lesotho de football                        | Nyenye Rovers                            |
| Promus en Championnat du Lesotho de football                        | Qoaling Highlanders                      |
| Relégués en Championnat du Lesotho de football de deuxième division | Maduma FC                                |
| Relégués en Championnat du Lesotho de football de deuxième division | Majantja FC                              |